# Второе правительство Меркель
Второе правительство федерального канцлера Германии Ангелы Меркель было приведено к присяге 28 октября 2009, прекратило полномочия 17 декабря 2013.
- Ангела Меркель (Angela Merkel) (ХДС) — канцлер
- Рональд Пофалла (Ronald Pofalla) (ХДС) — министр по особым делам и руководитель канцелярии
- Франц Йозеф Юнг (Franz Josef Jung) (ХДС) — министр труда и социальных вопросов (октябрь-ноябрь 2009)
- Урсула фон дер Лайен (Ursula von der Leyen) (ХДС) — министр труда и социальных вопросов (с ноября 2009)
- Гидо Вестервелле (Guido Westerwelle) (СвДП) — заместитель канцлера (с октября 2009 по май 2011) и министр иностранных дел
- Филипп Рёслер (Philipp Rösler) (СвДП) — заместитель канцлера (с мая 2011)
- Томас де Мезьер (Thomas de Maizière) (ХДС) — министр внутренних дел (с октября 2009 по март 2011) и министр обороны (с марта 2011 по декабрь 2013)
- Ханс-Петер Фридрих (Hans-Peter Friedrich) (ХСС) — министр внутренних дел (с марта 2011)
- Карл-Теодор цу Гуттенберг (Karl-Theodor zu Guttenberg) (ХСС) — министр обороны (с октября 2009 по март 2011)
- Сабина Лойтхойссер-Шнарренбергер (Sabine Leutheusser-Schnarrenberger) (СвДП) — министр юстиции
- Вольфганг Шойбле (Wolfgang Schäuble) (ХДС) — министр финансов
- Райнер Брюдерле (Rainer Brüderle) (СвДП) — министр экономики и технологии (с октября 2009 по май 2011)
- Филипп Рёслер (Philipp Rösler) (СвДП) — министр здравоохранения (с октября 2009 по май 2011) и министр экономики и технологии (с мая 2011)
- Ильзе Айгнер (Ilse Aigner) (ХСС) — министр защиты потребителей, продовольствия и сельского хозяйства
- Даниэль Бар (Daniel Bahr) (СвДП) — министр здравоохранения (с мая 2011)
- Петер Рамзауэр (Peter Ramsauer) (ХСС) — министр транспорта, строительства, городского развития и развития Восточной Германии
- Кристина Шрёдер (Kristina Schröder) (ХДС) — министр по делам семьи, пожилых граждан, женщин и молодёжи
- Аннетте Шаван (Annette Schavan) (ХДС) — министр исследований и образования (с октября 2009 по февраль 2013)
- Йоханна Ванка (Johanna Wanka) (ХДС) — министр исследований и образования (с февраля 2013)
- Норберт Рёттген (Norbert Röttgen) (ХДС) — министр окружающей среды, охраны природы и ядерной безопасности (с октября 2009 по май 2012)
- Петер Альтмайер (Peter Altmaier) (ХДС) — министр окружающей среды, охраны природы и ядерной безопасности (с мая 2012 по декабрь 2013)
- Дирк Нибель (Dirk Niebel) (СвДП) — министр экономического сотрудничества и развития

Состав правительства был одобрен на отдельных съездах ХДС, ХСС и СвДП 26 октября 2009 года.